# Liu Qiuhong
Liu Qiuhong (chiń. upr. 刘秋宏; chiń. trad. 劉秋宏; pinyin Liú Qiūhóng; ur. 26 listopada 1988 w Mudanjiang) – chińska łyżwiarka szybka, startująca w short tracku. Medalistka mistrzostw świata i Igrzysk Azjatyckich.